# Gebrechlichkeit

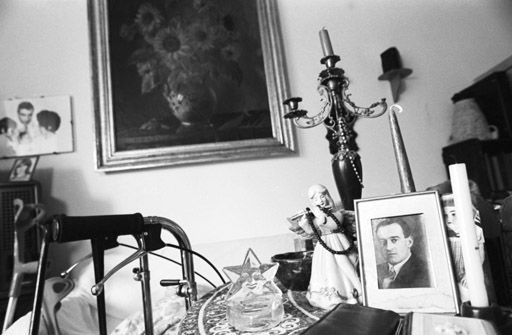
Ein Gehwagen in der Wohnung einer Seniorin

Als Gebrechlichkeit, auch Frailty-Syndrom (englisch frailty ‚Gebrechlichkeit‘, von frail ‚gebrechlich‘), kurz auch Frailty,  und Altersgebrechlichkeit genannt, wird eine chronische altersbedingt herabgesetzte Belastbarkeit bei vermindertem Kraftzustand bezeichnet.
Eine große Forschungsinitiative definierte Gebrechlichkeit 2016 als „altersbedingtes Syndrom, das gekennzeichnet ist von verminderter physiologischer Reserve und verringerter Widerstandsfähigkeit gegen Stressoren infolge des Funktionsabbaus mehrerer physiologischer Systeme, welches mit einem erhöhten Behinderungs-, Hospitalisierungs- und Sterberisiko einhergeht“.

## Definition und Beschreibung
Gebrechlichkeit ist keine Krankheit, sondern ein komplexes Syndrom, das mit dem Lebensalter eines Patienten assoziiert auftritt, sich aber ursächlich nicht nur mit dem Alter erklären lässt. Gebrechlichkeit ist laut einem Vorschlag aus dem Jahr 2006 die Folge des natürlichen Alterungsprozesses, kombiniert mit diagnostizierbaren Organ- und Funktionsstörungen, die in der Summe zu erhöhten diagnostischen, pflegerischen und therapeutischen Maßnahmen führen.
Wenn bei einem Patienten im fortgeschrittenen Lebensalter drei oder mehr der nachfolgend aufgeführten Faktoren vorliegt, so spricht man von einem Frailty-Syndrom:
- unfreiwilliger Gewichtsverlust (über 10 % in einem Jahr oder mehr als 5 % in sechs Monaten)
- objektivierte Muskelschwäche (beispielsweise durch Handkraftmessung bestimmt)
- subjektive Erschöpfung (mental, emotional, physisch)
- Immobilität, Instabilität, Gang- und Standunsicherheit mit Sturzneigung
- herabgesetzte körperliche Aktivität (hinsichtlich basaler und/oder instrumenteller Alltagsaktivitäten)

Werden nur zwei dieser Kriterien erfüllt, so spricht man vom Prefrailty-Syndrom.
Unmittelbar mit der Gebrechlichkeit assoziiert sind Sarkopenie (Muskelabbau), Osteoporose (Knochenschwund), Muskelhypotonie (Muskelschwäche) und Erschöpfung. Folgen der Gebrechlichkeit sind beispielsweise ein erhöhtes Risiko für Schenkelhalsfrakturen („Oberschenkelhalsbruch“) bei älteren Patienten und ein erhöhtes Risiko für Komplikationen im Rahmen eines chirurgischen Eingriffs.

## Weiterführende Literatur
- M. Abate u. a.: Frailty in the elderly: the physical dimension. In: Eura Medicophys 43, 2007, S. 407–415. PMID 17117147 (Review)
- H. Bergman, L. Ferrucci, J. Guralnik, D. B. Hogan, S. Hummel, S. Karunananthan, C. Wolfson: Frailty: an emerging research and clinical paradigm–issues and controversies. In: The Journals of Gerontology. Series A, Biological Sciences and Medical Sciences. Band 62, Nummer 7, Juli 2007, S. 731–737, doi:10.1093/gerona/62.7.731, PMC 2645660 (freier Volltext).
- S. Espinoza und J. D. Walston: Frailty in older adults: insights and interventions. Cleve Clin J Med 72, 2005, S. 1105–1112. doi:10.3949/ccjm.72.12.1105, PMID 16392724 (Review)
- N. Fairhall, C. Aggar, S. E. Kurrle, C. Sherrington, S. Lord, K. Lockwood, N. Monaghan, I. D. Cameron: Frailty Intervention Trial (FIT). In: BMC geriatrics. Band 8, 2008, S. 27, doi:10.1186/1471-2318-8-27, PMC 2579913 (freier Volltext).
- L. P. Fried, C. M. Tangen et al.: Frailty in Older Adults: Evidence for a Phenotype. In: The Journals of Gerontology: Series A, Band 56, Nummer 3, 2001, S. M146–156, doi:10.1093/gerona/56.3.m146.
- P. Groß: Von Selbstständigkeit zu Abhängigkeit – das Frailty-Syndrom. In: Arthritis und Rheuma 1, 2009, S. 13–16, doi:10.1055/s-0037-1620143.
- K. Rockwood und R. Hubbard: Frailty and the geriatrician. In: Age Ageing 33, 2004, S. 429–430, doi:10.1093/ageing/afh153, PMID 15315912 (Review)
- M. Runge: Lokomotorisches Assessment. In: Arthritis und Rheuma 26, 2006, S. 217–224, doi:10.1055/s-0037-1620064.
- C. C. Sieber: Der ältere Patient – wer ist das? In: Der Internist 48, 2007, S. 1190–1194. doi:10.1007/s00108-007-1945-3
- H. E. Whitson, C. F. Pieper, H. J. Cohen: New light on an age-old issue. In: Mechanisms of ageing and development. Band 129, Nummer 11, November 2008, S. 673–674, doi:10.1016/j.mad.2008.09.006, PMC 2628446 (freier Volltext).